# Grutas de San José

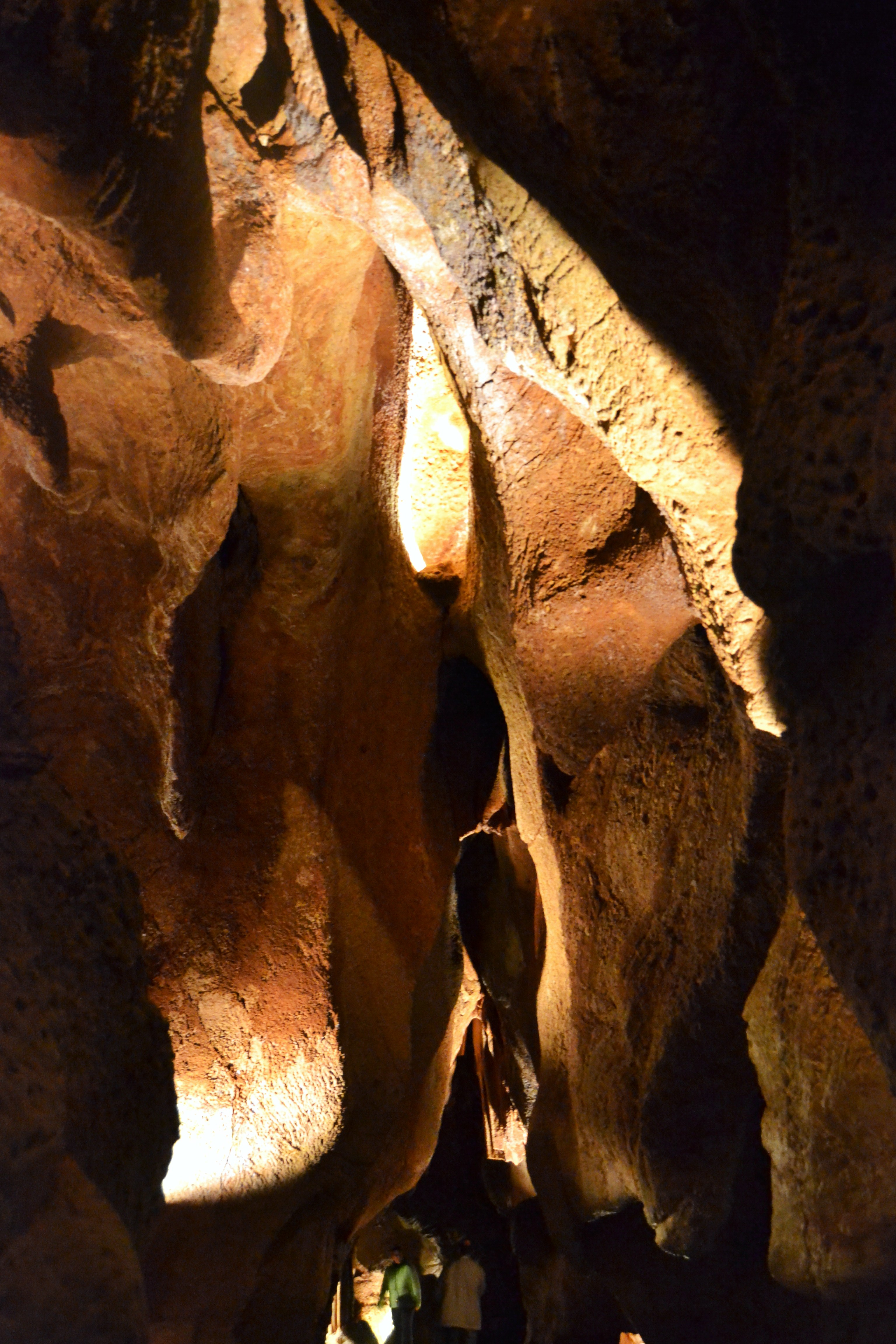
Interior de las grutas de San José

Las grutas de San José (en valenciano, les grutes de Sant Josep), ubicadas en el paraje natural del mismo nombre, son un sistema de cuevas naturales situadas en el municipio de Vall de Uxó (Castellón) España.

La cavidad representa una surgencia activa desarrollada en calizas durante el período del Triásico medio, pero a pesar de las múltiples visitas de espeleólogos, aún no se conoce el origen del río ni el final de la gruta. Gruta cuya temperatura se mantiene constante a 20 °C en el interior de la cueva durante todo el año, y que con sus 2.750 metros de recorrido actuales, representa la cavidad de mayor recorrido de la provincia de Castellón y la 2.ª de la Comunidad Valenciana. Es el río subterráneo navegable más largo de Europa.

## Historia
Antes de los adelantos del siglo XX, importantes historiadores como J. Cavanilles, Sebastián Miñano, o Pascual Madoz, ya citaron en sus obras sobre geografía la existencia de esta cavidad. También se tuvo constancia de que la cavidad era conocida desde el Paleolítico Superior (hará unos 17 000 años), como lo demostraron los yacimientos arqueológicos encontrados en la boca de acceso junto a las pinturas rupestres del período Magdaleniense. Incluso la proximidad de un poblado ibérico también indicaba que durante la época íbera la cueva fue conocida y explorada, al igual que durante la larga dominación romana, a la vista de una lápida encontrada dedicada a Caio Cneo Craso, hijo del cónsul romano Marco Licinio Craso.

### Exploración
Existen referencias del siglo XIX sobre la costumbre de concentrarse los vecinos alrededor de la fuente del paraje (La Font de San Josep), debido a la festividad de la Festa de les Flors, donde era habitual que los más atrevidos se adentrasen en la cueva. Sin embargo, no fue hasta el año 1902, cuando se realizó la primera exploración conocida, alcanzándose la Boca del Forn (un estrecho paso que a través del pequeño espacio que dejaban las aguas en aquella época, marcaba el límite de la parte accesible de la cueva).
Durante los siguientes años fue creciendo el interés por conocer con detalle la cueva, y en 1915 el historiador Carlos Sarthou Carreres realizó una exploración parcial. En 1926, un grupo de vecinos superó la Boca del Forn y alcanzó el Lago de Diana (Llac Diana), encontrando como obstáculo insalvable la Galería de los Sifones (Galeria dels Sifons). En 1929, fallece Herminio Arroyas Martínez, un vecino de la localidad al intentar superar la Galería de los Sifones. En estos años comienzan las primeras tentativas de acondicionar la cueva para facilitar las visitas instalando pasarelas, y desde 1936 hasta 1950, se inician las obras de urbanización, con el dragado y construcción de una presa, por lo que ya en 1950, La Boca de Forn deja de ser el límite del recorrido, y mediante barrenos se agranda hasta permitir el paso de las barcas.
La primera exploración realizada por un grupo de espeleólogos se realizó en 1954, por parte del Centro Excursionista de Valencia, y en 1958 dicho grupo confecciona el primer plano topográfico de la cueva. En 1960 se comprueba la continuidad de la cueva al superar Joaquín Saludes, del Centro de Investigaciones y Actividades Subacuáticas de Valencia, la Galería de los Sifones.
Las voladuras con dinamita permiten abrir este paso en 1961, quedando descubierto el Estanque Azul y el resto de las galerías que constituyen el recorrido actual, descubriéndose también la Galería Seca.
En los años sucesivos (de 1971 a 1975), diversas expediciones de espeleólogos de Castellón y escafandristas de Barcelona, acabarán por descubrir nuevas galerías y sifones, tras llegar hasta el final conocido de la cavidad, alcanzando los 2 348 metros de longitud.

## Salas del río subterráneo
La boca de entrada se halla acondicionada como embarcadero (para la visita turística de la zona urbanizada). Desde el embarcadero se desemboca en la "Sala de los Murciélagos" ("Sala de les Rates Penades"), la cual deja paso al denominado "Boca del Forn", (un antiguo sifón ensanchado artificialmente). Pasando el mismo, la galería accede a un nuevo paso estrecho: la "Galería de los Sifones" (antiguo sifón inundado que constituía el final penetrable de la cavidad hasta su urbanización). Tras el mismo y paralela a la misma se presenta una zona seca ("Galería Seca"), al final de la cual y volviéndose a unir con la galería inundada, concluye el recorrido turístico.
En este punto continúa la galería y aparece un nuevo sifón dinamitado, que da paso a la sala denominada "Ensorrada", y posteriormente a la galería del "Fang". Por último, y tras superar varios sifones, se accede a una amplia galería obstruida en su final por grandes bloques, con posibilidad de un paso entre los mismos.
- Sala de los murciélagos: Es la primera de las grandes salas y debe su nombre a la gran cantidad de murciélagos que en otro tiempo se albergabaron en esa cavidad. En esta sala destaca la bóveda, con sus innumerables formas esculpidas por el agua a lo largo de millones de años.[9]
- Lago de Diana: Abandonando la Sala de los murciélagos y a través del paseo de los enamorados, se llega al "Lago de Diana", de 5 metros de profundidad, caracterizado por las zonas verdes de musgo que crece en este ambiente oscuro (de iluminación artificial).[9]
- Galería de los sifones: La galería de los sifones, de 60 metros de longitud, es el túnel artificial más largo del recorrido, donde viven unos diminutos crustáceos que sólo habitan en este tipo de espacios naturales.[9]
- Zona Seca: Desde un segundo embarcadero se inicia la visita a la "Galería Seca", donde -en la roca- y mediante luces y sombras, destacan peculiares formaciones como la Cascada de la Flor.[9]
- La Catedral La Catedral, así denominada por la gran altura de su bóveda (mide 12 metros), y por las estalactitas que como "la Medusa" se descuelgan por toda la sala.[9]

## El paraje
El paraje de San José cuenta con un complejo de diversas instalaciones y servicios pensados para el entretenimiento y el disfrute de los visitantes:
- Piscinas y área de juegos infantiles.

- El Auditorium (celebración de actividades musicales) y "La Bocatería".

- Ermita de la Sagrada Familia, construida en el siglo XVIII junto a la cual se encuentra el poblado Ibero.

- Aparcamiento